# Nymphon glabrum
Nymphon glabrum is een zeespin uit de familie Nymphonidae. De soort behoort tot het geslacht Nymphon. Nymphon glabrum werd in 1995 voor het eerst wetenschappelijk beschreven door Child. 